# Трифон (Туркестанов)
Митрополи́т Три́фон (в миру Борис Петрович Туркестанов, или Туркестанишвили; 29 ноября [11 декабря] 1861, Москва — 14 июня 1934, Москва) — епископ Православной Российской Церкви; с 1931 года митрополит. Никогда не был правящим епархиальным архиереем.

## Биография

### Детство и образование
Родился в семье князя Петра Николаевича Туркестанова (1830—1891) и Варвары Александровны Туркестановой (урожденной Нарышкиной, 1834—1913). Борис был вторым ребёнком в семье — после своей старшей сестры Екатерины. Всего же в семье было шесть детей.
По отцовской линии принадлежал к княжескому роду из Грузии, берущему свои корни в XV веке; его прапрадед, князь Борис (Баадур) Панкратьевич Туркестанов, переселился из Грузии в Россию при Императоре Петре I (1689—1725).
Раннее детство его протекало в Москве и в подмосковном имении матери — селе Говорове (недалеко от теперешнего Востряковского кладбища), где в большом старинном парке с двумя прудами располагался одноэтажный дом с террасой; здесь же, в парке, стоял каменный храм в честь Рождества Пресвятой Богородицы. С детских лет Борис привык к церковным службам, постовым говениям и праздникам, к размеренному, устоявшемуся и освященному церковному быту.
В младенчестве Борис был очень слаб и часто болел. В одно время он так расхворался, что врачи не надеялись на его выздоровление, и тогда верующая мать прибегла к Врачу небесному. Она любила молиться в церкви мученика Трифона, находившейся на окраине Москвы, и теперь стала просить святого мученика за своего малютку-сына, обещая, если он выздоровеет, посвятить его на служение Богу. После этого мальчик стал быстро поправляться и скоро совсем выздоровел.
Однажды Варвара Александровна совершила поездку с сыном Борисом в Оптину пустынь. Когда они подходили к хибарке преподобного Амвросия, старец неожиданно сказал стоявшему перед ним народу: «Дайте дорогу, архиерей идет». Расступившиеся люди с удивлением увидели вместо архиерея приближавшуюся женщину с ребёнком.
Борис Туркестанов учился в частной классической гимназии известного педагога Л. П. Поливанова, одной из лучших в Москве (она располагалась на Пречистенке). К концу 1870-х годов относится его знакомство со старцем иеромонахом Варнавой (Меркуловым), которого гимназист Борис Туркестанов посетил во время говения в Гефсиманском скиту Троице-Сергиевой лавры в дни Петрова поста. С этого времени началось его духовное знакомство с преподобным Варнавой, продолжавшееся до конца жизни старца (1906).
В 1883 году по окончании Московской гимназии, Борис поступил на историко-филологический факультет Московского университета. Однако светское высшее образование и последующая деятельность не привлекали его.
В одном из писем 1920-х годов преосвященный Трифон описывает свою беседу с артистом Малого театра М. А. Решимовым, происшедшую в начале 1880-х годов в Ялте, где он был со своим больным астмой отцом. В ней юный князь определённо говорит об избрании им иноческого пути, несмотря на непонимание со стороны большинства людей его круга — за исключением матери. Вскоре после этой беседы Борис Туркестанов поступил во Введенскую Оптину пустынь, где пребывал в 1884—1888 годах.
Его духовным наставником стал преподобный Амвросий Оптинский (†1891). Старец в то время уделял время устройству Шамординской пустыни, и Трифон также бывал там. Сохранились его воспоминания о ходе дел в Шамордине.

### Монашество
В 1889 году молодой князь-послушник по благословению своих духовных руководителей, занимает место учителя и надзирателя в миссионерском Осетинском духовном училище во Владикавказе.
31 декабря 1889 года пострижен в монашество с именем Трифон. Чин пострижения был совершен в церкви Тифлисской духовной семинарии за всенощным бдением ректором архимандритом Николаем (Зиоровым).
На следующий день, 1 января 1890 года рукоположён во иеродиакона экзархом Грузии архиепископом Палладием (Раевым).
6 января 1890 года рукоположён во иеромонаха.
В 1891 году, также за «послушание воле духовных руководителей», иеромонах Трифон поступил в Московскую духовную академию. Будучи студентом Московской духовной академии, иеромонах Трифон нес послушание священника в пересыльной тюрьме Сергиева Посада. За это служение он был награждён золотым наперсным крестом.
В 1895 году окончил Московскую духовную академию со степенью кандидата богословия и назначен смотрителем Донского духовного училища.
С 1897 года — ректор Вифанской духовной семинарии в сане архимандрита.
С 1899 года — ректор Московской духовной семинарии.

### Епископ Дмитровский

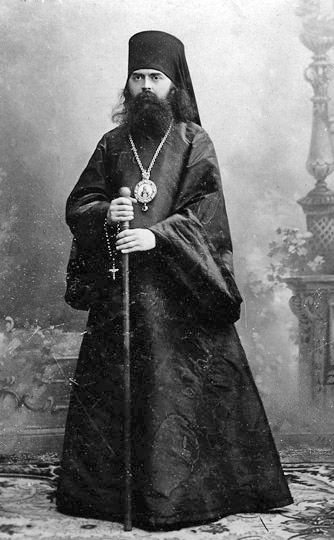

28 июня 1901 года в Московской синодальной Конторе был наречён, а 1 июля того же года в Успенском соборе Кремля хиротонисан во епископа Дмитровского, викария Московской епархии; хиротонию совершали: митрополит Московский Владимир (Богоявленский), епископ Рязанский и Зарайский Полиевкт (Пясковский), епископ Можайский Парфений (Левицкий), епископ Волоколамский Арсений (Стадницкий) и члены Московской синодальной конторы епископы Нестор (Метаниев), Григорий (Полетаев) и Нафанаил (Соборов).
В 1901 году, во время отпуска митрополита Владимира (Богоявленского), управлял Московской епархией.
Как викарный епископ, имел местопребыванием московский Богоявленский монастырь, являясь его настоятелем; состоял епископом Дмитровским и настоятелем этой обители в течение почти пятнадцати лет — до Первой мировой войны.
Во время своего настоятельства устроил в Богоявленском соборе монастыря придел во имя святителя Феодосия Черниговского (освящён 17 мая 1904 года), отремонтировал храмы, привел в порядок церковную утварь, провёл электричество.
Неоднократно, по назначению Синода, совершал дальние поездки в другие епархии — в Выксунский Иверский монастырь (в июле 1903 г.), в Яблочинский Онуфриевский монастырь Холмской епархии, на западной окраине Российской империи (в 1907 г.), где настоятелем в то время был его постриженник (1904 г.) иеромонах Серафим (Остроумов). В июле 1911 году владыка побывал на севере, в монастырях Соловецком и Трифоно-Печенгском…
Во время смуты 1905 года призывал свою паству молиться, говеть, исповедоваться, причащаться. В день памяти святителя Николая, 9 мая 1905 года, он совершал молебен на Красной площади, собравший множество верующих москвичей, которые пошли за своим пастырем, «не устрашившись никаких угроз, готовые даже принять смерть»…
Принял участие в открытии второго и четвёртого Всероссийских монархических съездов в Москве в 1906 и 1907 годах.
Летом 1912 года побывал на Святой Горе Афонской. В апреле 1914 года участвовал в суде Московской Синодальной конторы над афонскими иноками-«имяславцами» под председательством митрополита Московского Макария (Невского).
В 1914 году был управляющим Московской митрополией. 22 августа 1914 года отправился на фронт; около года провёл в армии, исполняя обязанности полкового священника 168-го пехотного Миргородского полка и благочинного 42-й пехотной дивизии. За отличие во время военных действий был высочайше пожалован панагией на Георгиевской ленте из кабинета Его Императорского Величества.
Был в действующей армии дважды — сначала на польском (август 1914—1915), а затем на румынском (1916) фронтах. Сохранился его фронтовой дневник первого периода, дающий достаточно ясное представление о жизни святителя на фронте, о его подвиге военного священника.
На польском фронте получил контузию и вынужден был возвратиться в Москву. В 1916 году вновь уезжал на фронт, на сей раз — румынский. Вернулся в Богоявленский монастырь на Пасху. Здоровье его было сильно расстроено, на фронте он потерял зрение одного глаза. Подал прошение об увольнении на покой с пребыванием в родной ему Оптиной пустыни. 2 июня 1916 года Высочайшим повелением первый викарий Московской епархии епископ Дмитровский Трифон был уволен на покой. Одновременно он был назначен управляющим Ново-Иерусалимским Воскресенским монастырём.

### На покое
Поселился в Новом Иерусалиме и занялся монастырскими делами: наладил церковную службу, которая приобрела свойственное его богослужениям благолепие. Как и прежде в своей деятельности, уделял значительное внимание духовному просвещению народа и благотворительности. Известно, что он на свои средства построил здесь женскую гимназию, где сам читал лекции. В годы войны в монастыре располагался лазарет для раненых, который теперь также стал предметом заботы преосвященного Трифона. К владыке приезжали его духовные дети, останавливались в монастырской гостинице, иногда жили здесь по несколько дней.
1 апреля 1918 года постановлением Патриарха Тихона и Священного Синода «епископ бывший Дмитровский Трифон был освобожден, согласно прошению, по болезни, от управления ставропигиальным Воскресенским Ново-Иерусалимским монастырем с назначением ему местопребывания в Донском ставропигиальном монастыре».
5 мая 1918 года провёл последнюю службу в Успенском соборе Кремля перед его закрытием.
В 1923 году возведен в сан архиепископа.
14 июля 1931 года возведён в сан митрополита с правом ношения белого клобука и креста на митре по случаю 30-летия архиерейского служения.

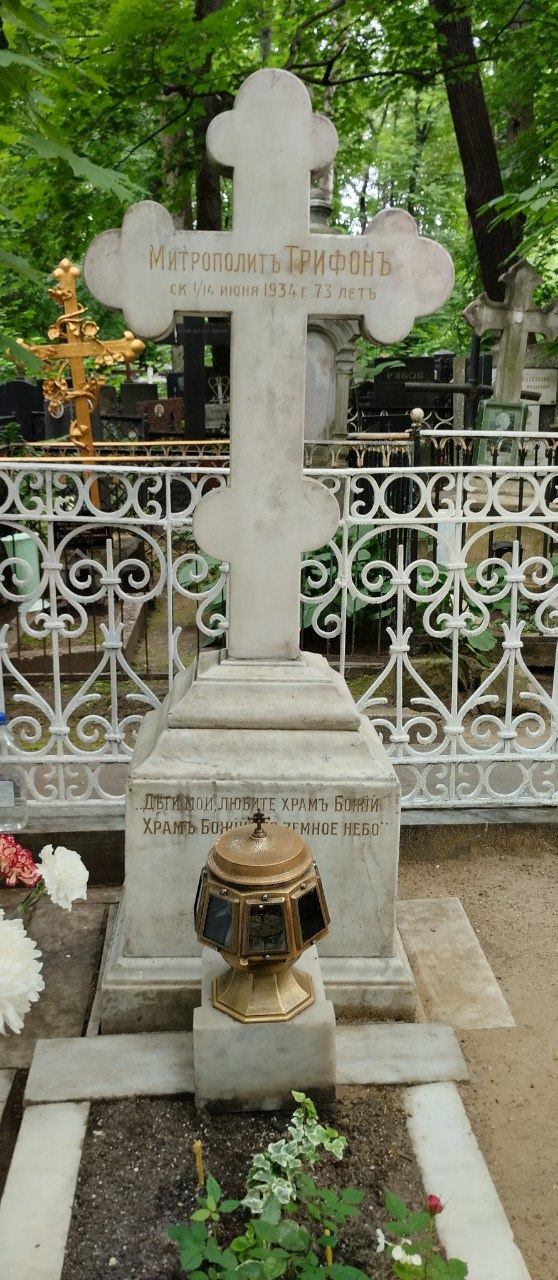
Могила митрополита Трифона (Туркестанова)

Изображен на картине Корина «Русь уходящая».

### Кончина и погребение
Скончался 14 июня 1934 года в Москве. Отпевали митрополита Трифона митрополит Сергий (Страгородский) в сослужении архиепископа Смоленского и Дорогобужского Серафима (Остроумова) и архиепископа Волоколамского Питирима (Крылова) в храме Адриана и Наталии, в котором владыка Трифон любил молиться и где находилась тогда чудотворная икона мученика Трифона. В гроб положили всё, что он сам успел приготовить к пострижению в великую схиму. Затем в сопровождении множества людей гроб с телом митрополита Трифона перевезли на Введенское (Немецкое) кладбище. Шёл сильный дождь, но собралось так много людей, что приходилось останавливать движение по пути следования процессии. Люди выходили из домов, машин, трамваев и спрашивали, кого хоронят. Могила его находится на 23-м участке.

## Труды
- Благодарственный акафист Спасителю «Слава Богу за все». Архивная копия от 11 октября 2016 на Wayback Machine
- Слово, сказанное воспитанницам церковно-учительской школы в с. Богословском Тульской губернии 3 июня 1912 года". «Прибавление к Церковным ведомостям», 1912, № 24, с. 982.
- «Слово, сказанное 5 августа 1914 года в Успенском соборе». «Прибавление к Церковным ведомостям», 1914, № 33, с. 1453.
- «Св. Иоанн Златоуст страдалец и друг страждущих». Москва, 1914.
- «Пещное действо». «Душеполезное чтение», 1912.
- «Любовь не умирает…»: Из духовного наследия. М.: Издательский Совет Русской Православной Церкви, 2007. 656 с.